# Fuck Them All
Fuck Them All é um single da francesa Mylène Farmer, lançado em 14 de março de 2005. A música foi escrita por Laurent Boutonnat e si só vende cerca de 100.000 exemplares. Esta música faz parte do seu quinto álbum de originais "Avant que l'ombre...". O videoclipe foi dirigido por Agustin Villaronga em Roménia.

## Singles
- CD single

1. "Fuck Them All" (single version) — 4:30
2. "Fuck Them All" (instrumental) — 4:32

- CD maxi

1. "Fuck Them All" (single version) — 4:39
2. "Fuck Them All" (mother f... vocal mix) — 8:34
3. "Fuck Them All" (the martyr's remix) — 5:26
4. "Fuck Them All" (mother f... dub mix) — 7:55

- 7" single

1. "Fuck Them All" (mother f... vocal club mix) — 8:30
2. "Fuck Them All" (the martyr's remix) — 5:20
3. "Fuck Them All" (mother f... dub mix) — 7:50

## Performances nos paradas
| Paradas (2005)    | Posição |
| ----------------- | ------- |
| Bélgica (Valônia) | 2       |
| Europa            | 6       |
| França            | 2       |
| Suíça             | 14      |